# Otmar Seemann
Otmar Seemann (* 3. September 1946 in Wien) ist ein österreichischer Zahnarzt und Bibliograph.

## Biographie
Auf Seemann geht die umfassendste Sammlung alter Lexika mit dem Schwerpunkt auf Lexika aus deutschsprachigen Ländern, vor allem deutschen Konversations-Lexika des 19. Jahrhunderts, zurück. Er gilt als Fachmann auf dem Gebiet der Sachlexikographie.
Seemann publizierte und verfasste für die ebenfalls von ihm herausgegebenen Mikrofiche-Ausgaben begleitende Einführungen, beispielsweise für die Österreichische National-Enzyklopädie von Franz Gräffer und Johann Jakob Czikann. Er verkaufte seine 12.000 Bände umfassende Sammlung 2001 an eine Privatbibliothek im Ausland.
Weitere Forschungsgebiete von Otmar Seemann sind Verlagswesen in Wien im 18. und 19. Jahrhundert, die Erstellung einer Bibliographie in Österreich lebender Personen von 1750 bis 1850 sowie Artikel über Buchwesen, Bibliographie und zahnärztliche Themen.

## Publikationen (Auswahl)
- Bibliotheca lexicorum: kommentiertes Verzeichnis der Sammlung Otmar Seemann; bearb. von Martin Peche. Nach einem von Otmar Seemann erstellten Gesamtverzeichnis, Hrsg. von Hugo Wetscherek. Wien: Antiquariat Inlibris, 2001.
- Kumulierender Nachtrag zu Krieg: MNE.  3., verbesserte und vermehrte Auflage. Krieg, Wien 1995. [MNE = M.n.e. = Mehr nicht erschienen][1]
- Die mit „1811“ datierten Drucke des ABGB. Wien: Manz, 1995.
- Deutsche Großlexika seit dem 19. Jahrhundert: Brockhaus – Pierer – Meyer – Herder; bibliographische Übersicht.
- Gesamtindex „Zeitgenossen“, „Die Gegenwart“, „Unsere Zeit“. Hrsg. und mit einer Einleitung von Otmar Seemann. München [u. a.]: Saur, 1995.
- „... und die Lust und Trieb zu arbeiten unbeschreiblich ...“: Johann Georg Krünitz und seine Oekonomisch-technologische Encyklopädie. Ausstellung aus Anlass des 200. Todestages von Johann Georg Krünitz. [Ausstellung und Katalog: Dagmar Bouziane; Heike Krems; Ruth Weiß. Beratung: Otmar Seemann]. Berlin: Staatsbibliothek zu Berlin – Preußischer Kulturbesitz, 1996.
- Große Österreichische Lexika und ihre Autoren. Ausstellungskatalog, Wien 1992.
- G. A. Zischka. Bibliograph, Goetheforscher und Arzt. 1991.
- Inkomplett erschienene Lexika und Enzyklopädien. Ein Nachtrag zu Krieg: MNE. In: Karl H. Pressler (Hrsg.): Aus dem Antiquariat. Band 8, 1990 (= Börsenblatt für den Deutschen Buchhandel – Frankfurter Ausgabe. Nr. 70, 31. August 1990), S. A 329 – A 334.
- Sehnsucht stürmt die Bäche tief nach innen. Die Schriftstellerin Margarete Seemann (1893–1949). 1989.